# کلاه‌پارچه‌ای کم‌رنگ
کلاه‌پارچه‌ای کم‌رنگ (نام علمی: Mycena aetites) نام یک گونه از سرده کلاه‌پارچه‌ای‌ها است.